# Ampithoe tahue
Ampithoe tahue är en kräftdjursart. Ampithoe tahue ingår i släktet Ampithoe och familjen Ampithoidae. Inga underarter finns listade i Catalogue of Life.